# 小堀宗実
小堀 宗実（こぼり そうじつ，1956年〈昭和31年〉9月17日 - ）は、日本の茶道家。遠州茶道宗家（えんしゅうさどうそうけ）の十三世家元。十二世、小堀宗慶の長男として生まれる。学習院大学法学部卒業後、臨済宗大徳寺派桂徳禅院で修行。1990年に大徳寺管長福富雪底師より「宗実」の号を授かり、2001年に十三世を継承した。
『茶の湯を通して心を豊かに』をモットーに、伝統文化の普及と精神文化の向上に努めている。海外でも積極的に活動し、青少年の育成に茶道を取り入れ、子供たちの茶道講座「遠州流茶道こども塾」を開講している。
小堀遠州を祖先に持つ。次女の小堀宗翔 優子も茶道家。

## 人物・略歴
1956年9月17日、遠州茶道宗家の十二世家元・小堀宗慶の長男として誕生。
学習院大学法学部卒業後に臨済宗大徳寺派桂徳禅院で修行、号「宗以」を授かる。
1983年、副家元に就任。
1990年、大徳寺管長の福富雪底師より「不傳庵」および「宗実」の号を授かる。
2001年、十三世家元を継承。
2014年、茶道界初のドキュメンタリー映画『父は家元』に出演。

## 受賞歴
- 2015年 ー シンガポール日本国大使表彰
- 2016年 ー 第３回ベストファーザー「イエローリボン賞（学術・文化部門）」受賞
- 2019年 ー 外務大臣表彰
- 2020年 ー 文化庁長官表彰